# Catharina de Habsbourg
 (juin 2024).
Pour les articles homonymes, voir Catherine d'Autriche.
Catharina Maria de Habsbourg-Lorraine, archiduchesse d'Autriche et princesse de Hongrie et de Bohême, est née le 14 septembre 1972 à Weissenburg en Bavière. Petite-fille de l’empereur Charles Ier d’Autriche, c’est une femme de lettres qui a publié plusieurs biographies consacrées à des membres de sa famille et qui se consacre aujourd’hui au monde humanitaire.

## Famille
Catharina de Habsbourg-Lorraine est la fille cadette de l’archiduc Rodolphe d'Autriche et de sa seconde épouse la princesse Anna Gabrielle de Wrede. Elle est donc la petite-fille de l’empereur Charles Ier d’Autriche et de son épouse l’impératrice Zita.
Le 9 décembre 1998, elle épouse à Woluwe-Saint-Pierre, en Belgique, le comte Massimiliano Secco d’Aragona (né en 1967), dont elle est divorcée. Son mariage a été annulé par la Rote romaine. Trois enfants sont nés de cette union:
- Costantino Secco d’Aragona (2000) ;
- Nicolo Secco d’Aragona (2002) ;
- Rodolfo Secco d’Aragona (2010)

## Biographie
Membre de la maison de Habsbourg-Lorraine, l’archiduchesse Catharina étudie le droit et les sciences politiques à l'université de Louvain, en Belgique. Après avoir obtenu sa licence, elle devient quelque temps directrice des relations internationales de l'université SEK de Ségovie et rédactrice à Radio España (es).
Au début de son mariage avec Massimiliano Secco d’Aragona, elle partage son temps entre l’éducation de ses trois enfants et l’écriture. Elle a ainsi publié, en Espagne, Portugal, France, Allemagne, Hongrie plusieurs biographies consacrées à des membres de sa famille.
En 2016, elle rejoint la Banque Lombard Odier (Suisse) en tant qu’experte en communication mais sa fibre humanitaire la poussera à intégrer le Comité International de la Croix-Rouge (CICR) comme “Global Lead Communications Manager” en 2022.

## Publications
- Ces Autrichiennes nées pour régner, Michel de Maule, 2006  (ISBN 2876231778)
- (es) Las Austrias, La Esfera de los Libros, 2005  (ISBN 9788497343671)
- (es) María Antonieta, La Esfera de los Libros, 2007  (ISBN 9788497345880)
- (es) La maldición de Sissi, La Esfera de los Libros, 2007  (ISBN 9788497347792)

## Presse en ligne
- (es) Interview sur Actual Magazine
- (es) Article sur El Mundo
- (es) Interview sur El Mundo
- (es) Interview sur 20 minutos
- (es) Interview sur El Diario de Madrid
- (es) Interview sur El Pais